# Бунгома (графство)
Графство Бунгома — графство в колишній західній провінції Кенії. Його столиця — Бунгома. Населення — 1 670 570, з яких 812 146 — чоловіки, 858 389 — жінки, згідно з переписом 2019 року. Площа 2069 км2. Графство виникло в 2010 році, коли сусідній дистрикт Маунт Елгон був ліквідований, а його землі були об'єднані з дистриктом Бунгома для утворення графства Бунгома.
Економіка графства Бунгома переважно сільськогосподарська, зосереджена на цукрово-тростиній та кукурудзяній промисловості. У цьому районі, протягом усього року, спостерігається велика кількість опадів, де протікають кілька великих річок, які використовуються для зрошування малих розмірів.

## Населення
Плем'я Букусу, яке займає більшу частину графства — стійкі та запальні люди, які виступили проти панування Великої Британії в кінці 19 століття. У війні, яка спалахнула в Лумбоці, і закінчилася в Четамбе, поблизу Вебуя, Букусу міцно чинили опір англійцям. Букусу це, в основному, фермери, які займаються сільським господарством.
Серед Букусу є багато видатних людей, які служили в громадському житті Кенії, серед них: доктор Мукіса Кітуї (Генеральний секретар Конференції Організації Об'єднаних Націй з торгівлі та розвитку, ЮНКТАД), Масінде Муліро (засновник першої партії незалежності Kādu, засновник FORD партії), Вамалва Кіджана (колишній віце-президент), покійний кардинал Моріс Майкл Отунга (голова католицької церкви в Кенії), покійний Еліджа Масінде (засновник Dini ya Musambwa), Суді Намачанджа (начальник у колоніальні часи), Лоуренс Сіфуна (герой другого визволення в боротьбі за багатопартійну демократію в Кенії). Серед жінок, які прославилися, можна назвати Діну Хайоту (колишню лідерку прав жінок), суддю Рут Некойе, колишню заступницю головного судді Ненсі Барасу, Беатріче Кітюї (видатний юрист і колишній постійний секретар Міністерства праці).

### Демографія
| Райони             | Населення (2019) |
| ------------------ | ---------------- |
| Бумула             | 215 892          |
| Центральна Бунгома | 177 748          |
| Східна Бунгома     | 114 548          |
| Північна Бунгома   | 121 317          |
| Південня Бунгома   | 287 765          |
| Чептаіс            | 136 035          |
| Кімілілі-Бунгома   | 162 038          |
| Мт. Елгон          | 78 873           |
| Західна Бунгома    | 119 875          |
| Тонгарен           | 100 343          |
| Західний Вебує     | 152 515          |
| Ліс Мт. Елгона*    | 3 621            |
| Всього             | 1 670 570        |

## Політика
Приблизно протягом останніх 17 років, графство мало багато представників в партії ФОРД-Кенія, яку раніше очолював Вамалва Кіяна. Завдяки цій партії громада змогла виражати свою думку та брати участь у національній політиці. Зовсім недавно серед членів громади появилися депутати, від Помаранчевого демократичного руху (ODM), Партії національної єдності (PNU), Форд-Кенії та Нью-Форд-Кенії. В теперішній час помітними політичними діячами є губернатор Вікліф Вангаматі, спікер сенату Кеннет Лусака та сенатор Мозес Ветангула.

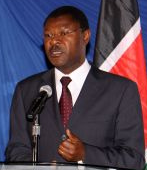
Діючий сенатор Бунгома Мозес Ветунгула та лідер FORD-Кенії

Nzoia Sugar Company Ltd — одна з великих промислових компаній в графстві. Створена в 1975 році, компанія обслуговує понад 67 000 фермерів в межах і за межами графства Бунгома. Компанія займається вирощуванням цукрової тростини. Однак компанія не забезпечє фермерам стабільне джерело доходу. Часті закриття, спричинені некомпетентним управлінням, величезними боргами та невиплатою фермерам, які, у свою чергу, відмовляляся поставляти тростину, перешкоджають діяльності компанії.

## Економіка
Основні види економічної діяльності включають сільське господарство, виробництво та послуги.

### Сільське господарство
Сільське господарство є основою герцогства Бунгома, і більшість сімей покладаються на виробництво сільськогосподарських культур та тваринництва. Основні культури включають кукурудзу, боби, пальцеве просо, солодку картоплю, банани, ірландську картоплю, а також різні овочі. Культури вирощуються в основному для власного харчування, а надлишок продається для задоволення інших сімейних потреб. Серед основних цінних культур є: цукровий очерет, бавовна, пальмова олія, кава, соняшник та тютюн. Більшість сімей інтегрують вироби тваринництва із землеробством. Основні утримувані худоби включають: велику рогату худобу, овець, кіз, ослів, свиней, птицю та бджіл. Більшість цього відбувається в невеликих масштабах, але деякі фермери також вирощують свійських птахів та виробляють молочні продукти для комерційного використання. Молочники продають молоко через кооперативні товариства, включаючи Санг'ало, Кікаї та Наїтірі.

### Виробництво
Rai Paper, раніше Pan-African Paper Mills (East Africa) Limited, є однією з найбільших промислових компаній у графстві. Компанія, яка зареєстрована в 1969 році, базується у місті Вебуй і виробляє вироби з паперу. Попередньо відомий як Pan Paper, зазнав краху в 2009 році через безліч факторів, включаючи неправильне управління. У свій розквіт Pan Paper була найбільшою компанією в Бунгомі де працювали 5000 людей безпосередньо, а ще 30 000 — опосередковано. Через важливість для економіки міста Вебуй, крах поставив місто на коліна, і більшість підприємств закрили. Прагнучи відродити компанію, уряд Кенії приватизував її в 2016 році, і вона була придбана Tarlochan Ltd, дочірньою компанією групи компаній Rai, за 900 млн кенійських шилінгів (9 млн. Дол. США). Через тривалу занедбаність компанії, знадобився капітальний ремонт техніки, і новий власник заявив, що для повного відновлення коштуватиме близько 6 млрд кенійських шилінгів (60 млн. Дол. США). На сьогодні компанія діє в нижчих масштабах де працює близько 500 людей.
Інші фабрики та галузі в окрузі включають Malakisi Tobacco Leaf Centre, Webuye Heavy Chemicals Industry та невеликі кавові заводи. У графстві також є молочні рослини та великі хлібопекарні.

### Сектор послуг
Бунгома обслуговується декількома фінансовими установами, включаючи великі банки, такі як Barclays, KCB, Equity, Cooperative, National, Family, Diamond Trust, and Bank of Africa. У графстві також є кілька закладів мікрофінансування, серед яких K-Rep та Kenya Women Finance Finance Trust. До страхових компаній, які мають присутність в окрузі, належать британські американці, Geminia, Pan African, Blue Shield та Amaco. У графстві обслуговуються кілька поштових відділень та провідні оператори мобільного зв'язку в Кенії, включаючи Safaricom, Airtel та Telkom. Кур'єрські оператори в графстві включають G4S Security і Wells Fargo. Деякі з цих постачальників послуг, такі як Safaricom, залучають сотні робітників через свої послуги, такі як Mpesa.

### Туризм
Незважаючи на наявність певного потенціалу для туризму, включаючи Національний парк Маунт Елгона та культурні заходи, такі як традиційне обрізання, туристичний сектор Бунгома недостатньо розвинений. Лише нещодавно відбувся підйом готельного бізнесу, в основному через відвідувальність закордонних бізнесменів.

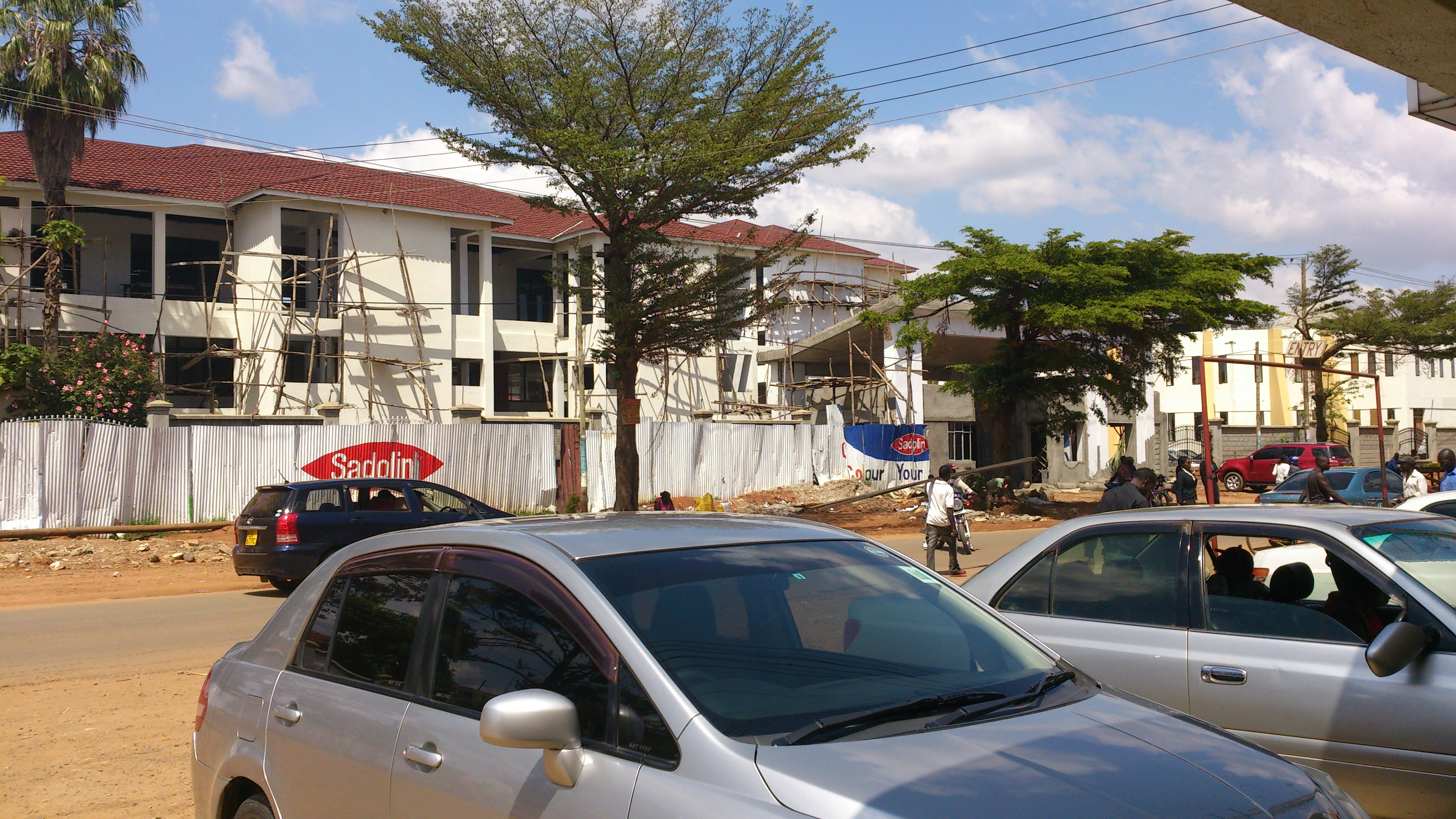
Готель Bungoma Tourist пройшов ремонт у 2015 році

### Роздрібна торгівля
У графстві Бунгома є активний торгівельний сектор. Основні супермаркети, що працюють в графстві це: Nakumatt, Naivas, Khetias і Shariffs. Ринок Чепкубе — провідний ринок секонд-хенду одягу, який надає можливості для бізнесу багатьом жителям.

## Освіта
Основний університет графства — університет Кібабі, який був встановлений у 2015 році. Це державний університет, розташований приблизно в 10 км від міста Бунгома, вздовж дороги Чвеле-Кімілілі. Віце-ректор — професор Ісаак Одео Іпара. Інші основні навчальні заклади вищої освіти включають: Sang'alo Institute of Science and Technology, Matili Polytechnic, Kisiwa Polytechnic та Kibabii Diploma Teacher's College.
У графстві також є основні національні та графствові школи, такі як Friends School Kamusinga, Lugulu Girls, Kibabii High School, Chwele Girls, Misikhu Girls, and Bungoma High School. Мешканці графства високо цінують освіту і багато вкладають у неї.

## Недержавні організації
Зараз у Бунгомі працює низка неурядових організацій. One Acre Fund, намагаючись покращити доходи від сільського господарства, впроваджує більш вигідні сільськогосподарські культури та техніку ведення сільського господарства для фермерів та надає сільськогосподарські вкладення в обмін на частку майбутніх доходів. Понад 15 років SACRED Africa працює з фермерами для покращення продуктивності сільського господарства, здоров'я ґрунтів, передачі технологій та збуту сільськогосподарської продукції. Організація взяла участь у розробці концепції зернових банків в Західній Кенії, через що отримала нагороду ООН за інноваційне вирішення проблем, що стоять перед маркетингом дрібних власників.
Village Enterprise навчила понад 600 000 жінок у Бунгомі, як розпочати, розвивати та підтримувати бізнес у графстві. Організація також заохочувала до реєстрації жіночих груп з метою сприяння залученню більшої кількості ресурсів уряду для покращення засобів для прожиття.

## Адміністрація
| Місцеві органи влади (ради)   |               |             |                     |
| Орган                         | Тип           | Населення * | Міське населення. * |
| Бунгома                       | Муніципалітет | 60 650      | 44 196              |
| Кімілілі                      | Муніципалітет | 71 299      | 10 261              |
| Вебує                         | Муніципалітет | 48 806      | 19 606              |
| Малакісі                      | Місто         | 38 004      | 3,762               |
| Сірісія                       | Місто         | 22 703      | 822 рік             |
| Графство Бунгома              | Повіт         | 635 029     | 10852               |
| Всього                        | -             | 876 491     | 89 499              |
| * Перепис 1999 року. Джерело: |               |             |                     |

Графство має дев'ять виборчих округів:
- Сукупний виборчий округ
- Кабухайський виборчий округ
- Кандуйський виборчий округ
- Кімілілійський виборчий округ
- Мт. Ельгонський виборчий округ
- Сірісіяський виборчий округ
- Тонгаренський виборчий округ
- Вебуй-вестський виборчий округ
- Вебуй-істський виборчий округ

## Села та селища
- Челебей
- Чесікакі
- Камукуйва
- Капсоквани
- Камусінга
- Лабут
- Мбакало
- Кібісі
- Луню
- Каріма